# تحفة الأشراف بمعرفة الأطراف
تحفة الأشراف بمعرفة الأطراف هو من كتب الأطراف للحديث النبوي.

## المؤلف
كتاب التحفة ألفه الحافظ: جمال الدين أبو الحجاج يوسف بن عبد الرحمن الدمشقي المزي (654- 742 هـ= 1256- 1341 م).

## عنوان الكتاب
اسمه الكامل هو: تحفة الأشراف بمعرفة الأطراف.
نص على ذلك مؤلفه.
قال المزي: «وسمَّيته: ‌تحفة ‌الأشراف بمعرفة الأطراف».
ويطلق عليه اختصاراً: كتاب الأطراف. أطلقه عليه الذهبي وغيره.
قال الذهبي: «وعمل كتاب "‌الأطراف" في بضعة وثمانين جزءاً».

## موضوعه وعدد أحاديثه
موضوعه جمع أطراف الكتب الستة مع كتاب المراسيل لأبي داود وشمائل الترمذي وعمل اليوم والليلة للنسائي.
قال المزي: «أما بعد: فإني عزمت على أن أجمع في هذا الكتاب إن شاء الله تعالى أطراف الكتب الستة التي هي عمدة أهل الإسلام وعليها مدار عامة الأحكام وهي:
1. صحيح محمد بن إسماعيل البخاري.
2. صحيح مسلم بن الحجاج النيسابوري.
3. سنن أبي داود السجستاني.
4. جامع أبي عيسى الترمذي.
5. سنن أبي عَبد الرحمَن النسائي.
6. سنن أبي عبد الله بن ماجه القزويني.
وما يجري مجراها من:
7. مقدمة كتاب مسلم.
8. كتاب المراسيل لأبي داود.
9. كتاب العلل للترمذي، وهو الذي في آخر كتاب "الجامع" له.
10. كتاب الشمائل له.
11. كتاب عمل اليوم والليلة للنسائي».[4]

وعدد أحاديثه (19626) حديث.

## الهدف من الكتاب
الهدف من هذا الكتاب هو جمع أحاديث الكتب الستة وما ألحقه معها، والدلالة على أماكن وجودها في الكتب التي خرجتها بأسانيدها، مع بيان أسانيد كل حديث من الكتب المذكورة في موضع واحد، وما يتبع ذلك من الفوائد الحديثية.

## مدة تأليفه
كتب المزي التحفة في مُسَوَّدَةٍ ومُبَيَّضَةٍ:
قال بشار عواد معروف: «المصنف قد كتب كتابه مرتين: مُسَوَّدَةً ومُبَيَّضَةً … تدل على ذلك التواريخ التي ثبّتها في نهاية كل جزء من الأجزاء التي كتبها بخطه، فضلاً عن أنه كتب في المقدمة بعد الانتهاء من تبييض الكتاب المدة التي استغرقها تأليفه».
وقد ابتدأ في المسودة في عاشوراء 10/ 1/ 696 هـ وانتهى من المُسَوَّدَةِ 720 هـ
قال المزي في مقدمة الكتاب: «وكان الشروع فيه يوم عاشوراء سنة ست وتسعين وستمائة ، وخُتم في الثالث من ربيع الآخر سنة اثنتين وعشرين وسبعمائة».
وقال بشار عواد معروف: «ابتدأ بالمُسَوَّدَةِ في عاشوراء سنة 696 هـ واستمر فيها إلى سنة 720 هـ».
وابتدأ في المُبَيَّضَةِ 720 هـ وانتهى 3/ 4/ 722 هـ.
قال المزي في خاتمة كتابه: «وكان الفراغ منه في الثالث من ربيع الآخر سنة اثنتين وعشرين وسبعمائة. كتب مصنفه يوسف المزي لطف الله به وعفا عنه».
قال بشار عواد معروف: «ثم عاد فبدأ كتابة المُبَيَّضَةِ في تلك السنة [أي: سنة 720 هـ] حتى انتهى منها في ربيع الآخر من سنة 722 هـ».
ثم ألف المزي بعد ذلك جزءاً ذكر في أحاديث من رواية ابن الأحمر لسنن النسائي الكبرى ليست معزوة للنسائي في تحفة الأشراف وكان قد ألحقها المزي أيضاً في نسخة تحفة الأشراف التي بحوزة صهره الحافظ ابن كثير.
قال ابن حجر العسقلاني: «وقفت على جزء لطيف بخط المصنف [أي: المزي] تتبع فيه أشياء من كتاب النسائي رواية ابن الأحمر وسماه لَحَقَ الأطراف ثم رأيتها بخطه في هوامش نسخة تلميذه الحافظ عماد الدين بن كثير بدمشق».
قال بشار عواد معروف عن لحق الأطراف: «لم يصل إلينا [أي: لحق الأطراف] … ولم تصل إلينا [أي: نسخة ابن كثير] فيما نعلم».

## صحة نسبة الكتاب للمؤلف
لقد ثبتت نسبة هذا الكتاب لمؤلفه بعدة أمور:
1. منها إثباته له في كتب التراجم كما مر سابقاً.
2. ومنها ما سيأتي من ثنائهم على هذا الكتاب.
3. ومنها الوقوف عليه بخط مؤلفه فقد تملك ابن عبد الهادي للكتاب بخط مؤلفه، فقد قال: «وقد ملكت الكتابين [أي: تهذيب الكمال وتحفة الأشراف] بخطه والحمد لله».[10]، ووقف بشار عواد معروف على قسم من الكتاب بخط مؤلفه فاعتمد عليها في تحقيق الكتاب.

## ثناء العلماء على الكتاب
- قال ابن عبد الهادي (705-744 هـ): «وأوضح في هذين الكتابين ‌مشكلات ‌لم ‌يسبق ‌إليها، وقد ملكت الكتابين بخطه والحمد لله».[10]
- قال الفيروزابادي (729- 817 هـ): «وأما تحفة الأشراف لمعرفة الأطراف للحافظ الكبير الشيخ جمال الدين فإنه كتاب معدوم النظير مفعم الغدير يشهد لمؤلفه على اطلاع كثير ‌وحفظ ‌بتير».[11].
- وقال ابن العراقي (762- 826 هـ): «كتاب كثرت فائدته، وعادت على سائر أهل العلم عائدته، فأي علم لهم جمع، وأي كد عنهم رفع».[12]
- قال ابن حجر (773- 852 هـ): «ومن المعلوم أن المحدثين من بعده عيال على هذين الكتابين».[13]
- وقال أيضاً: «قد حصل الانتفاع بهذا الكتاب شرقا وغربا، ‌وتنافس ‌العلماء ‌في ‌تحصيله بعدا وقربا».[14]
- وقال عبد الصمد شرف الدين (1319- 1416 هـ) في مقدمة تحقيقه لتحفة الأشراف: «جاء على نسق منظم علمي بديع يقبله الطبع وينشرح له الخاطر مع سهولة التناول وكمال الإفادة. وهذا هو السر في قبول هذا الكتاب قبولاً تاماً عند الخاص والعام».[15]
- وقال زهير الناصر: «ومن حوى كتابه هذا [أي: إتحاف المهرة] وكتاب «تحفة الأشراف» للحافظ المزي فقد جوى موسوعة إسنادية كبيرة تجمع سبعة عشر مصدراً من كتب السنة المشرفة مع ملحقاتها، بنيت على أساس من الدقة العلمية في الترتيب الإسنادي من الصحابة رضي الله عنهم والتابعين وأتباعهم، بحيث يندر أن يشذ عنها حديث استدل به مجتهد أو محدث أو فقيه».[16]

## بيانات المراجع
- خير الدين الزركلي (2002)، الأعلام: قاموس تراجم لأشهر الرجال والنساء من العرب والمستعربين والمستشرقين (ط. 15)، بيروت: دار العلم للملايين، OCLC:1127653771، QID:Q113504685
- محمد عبد الرحمن طوالبة (1998)، الحافظ المزي والتخريج في كتابه تحفة الأشراف بمعرفة الأطراف (ط. 1)، عَمَّان: دار عمار للنشر والتوزيع، OCLC:4770775596، QID:Q113621866
- جمال الدين المزي (1965)، عبد الصمد شرف الدين (المحرر)، تحفة الأشراف بمعرفة الأطراف (ط. 1)، مومباي: الدار القيمة، OCLC:957359062، QID:Q113613990
- ابن حجر العسقلاني (1965)، عبد الصمد شرف الدين (المحرر)، النُّكَتُ الظِّرَاف عَلَى الْأَطْرَاف (ط. 1)، مومباي: الدار القيمة، OCLC:957359062، QID:Q113621493
- شمس الدين الذهبي (1998). تذكرة الحفاظ. تحقيق: زكريا عميرات (ط. 1). بيروت: دار الكتب العلمية. ISBN:978-2-7451-2217-9. OCLC:875751264. OL:22371791M. QID:Q113637996.
- ابن عبد الهادي، محمد بن أحمد؛ تحقيق البوشي، أكرم؛ تحقيق الزيبق، إبراهيم (1996). طبقات علماء الحديث (ط. 2). بيروت: مؤسسة الرسالة.
- ابن العراقي، أحمد بن عبد الرحيم؛ تحقيق الحوت، كمال يوسف (1986). الإطراف بأوهام الأطراف (ط. 1). بيروت: دار الجنان. مؤرشف من الأصل في 2021-07-09.
- ابن حجر العسقلاني (1994). إِتْحَافُ الْمَهَرَة بِالْفَوَائِدِ الْمُبْتَكَرَة مِنْ أَطْرَافِ الْعَشَرَة (ط. 1). المدينة المنورة: مجمع الملك فهد لطباعة المصحف الشريف. ISBN:9960-770-00-1. OCLC:4769958866. OL:13210919M. QID:Q113622182.
- ابن حجر العسقلاني، أحمد بن علي؛ تحقيق الحافظ، عبد الصمد (1420هـ). أربعون حديثاً عن أربعين شيخاً من عوالي المجيزين (ط. 1). المدينة المنورة: مكتبة التوبة.
- محمد بن إبراهيم الوزير؛ تحقيق بن عويضة، صلاح بن محمد (1997). تنقيح الأنظار في معرفة علوم الآثار (ط. 1). بيروت: دار الكتب العلمية. هذه الطبعة للشرح [توضيح الأفكار لمعاني تنقيح الأنظار].
- جمال الدين المزي (1999)، تحفة الأشراف بمعرفة الأطراف، تحقيق: بشار عواد معروف (ط. 1)، بيروت: دار الغرب الإسلامي، OCLC:4771229928، QID:Q113614028